# القواعد والأعراف الدولية للاعتمادات المستندية
القواعد والأعراف الدولية للاعتمادات المستندية (يو سي بّي) هي مجموعة من "نشرات أو نصوص أو صياغة عقود (أيا كان المسمى) صادرة عن غرفة التجارة الدولية لتنظيم الاعتمادات المستندية، كمحاولة لتوحيد الوضع القانوني وخلق بيئة قانونية واضحة ومتفق عليها للاعتماد المستندي في بيئة التجارة الدولية التي تخضع معاملالتها لقوانين وطنية مختلفة. استخدمت اليو سي بّي أصحاب المصارف والأطراف التجارية في أكثر من 175 بلدًا في تمويل التجارة. تستخدم 11-15% من التجارة العالمية الاعتمادات المستندية، ويصل مجموعها إلى أكثر من ترليون دولار أمريكي كل سنة.
تاريخيًا، طوَّرت الأطراف التجارية، وبالأخص المصارف، التقنيات والطرائق للتعامل مع الاعتمادات المستندية في التمويل التجاري العالمي. قُيِّست هذه الممارسة من قبل الأي سي سي (غرفة التجارة العالمية) عن طريق نشر اليو سي بّي عام 1933، ثم تحديثها على مر السنين. طوَّرت وصاغت الأي سي سي اليو سي بّي عن طريق التنقيحات المنتظمة، والنسخة الحالية لها هي يو سي بّي 600. تُعتبر النتيجة أنجح محاولة دولية في توحيد القوانين على الإطلاق، إضافة إلى أن لليو سي بّي تأثيرًا عالميًا ملحوظًا. وافقت اللجنة المصرفية للأي سي سي في اجتماعها في باريس في 25 أكتوبر عام 2006 على التنقيح الأخير، وبدأ العمل بالنسخة الأخيرة هذه تحت اسم يو سي بّي 600 بشكل رسمي في 1 يوليو 2007.

## أي سي سي ويو سي بّي
الوظيفة الهامة للأي سي سي هي التحضير والترويج لقوانينها وممارساتها الموحدة. غاية الأي سي سي هي توفير تقنين للممارسات الدولية بين الحين والآخر عن طريق اختيار الممارسة الأفضل بعد نقاشٍ وبحثٍ موَّسع. قوانين ممارسات الأي سي سي مُصممة من قبل أصحاب المصارف والتجَّار لا من قبل المشرعين مع اعتباراتٍ سياسية ومحلية. وهكذا تُبين القوانين احتياجات، عادات وممارسات العمل. بسبب أن القوانين مدمجة بشكل طوعي في العقود. القوانين مرنة وتوفر قاعدة مستقرة للمراجعة الدولية، ومن ضمنها التدقيق القضائي. وبالتالي يُسَهَّل التنقيح الدولي ما يسمح بتأسيس ممارساتٍ متغيرة للأطراف التجارية. أُسست الأي سي سي عام 1919، وكان هدفها الرئيس هو تسهيل جريان التجارة العالمية في الوقت الذي هددت فيه القومية وسياسية الحماية تسهيل التجارة العالمية.  قُدمت اليو سي بّي بتلك الروح لأول مرة؛ لتخفف الارتباك الذي تسبب به ترويج البلدان الفردية لقوانينها الوطنية الخاصة حول ممارسات الاعتمادات المستندية. كانت الغاية هي خلق مجموعة من القوانين التعاقدية التي ستؤسس للتوحد في الممارسات، ليكون هناك حاجة أقل للتعامل مع القوانين الوطنية المتضاربة غالبًا. يُعتبر القبول العالمي لليو سي بّي من قبل الممارسين في البلدان ذات الأنظمة القضائية والاقتصادية المتباينة بشكل واسع شاهدًا على نجاح القوانين.

## يو سي بّي 600
التنقيح الأخير لليو سي بّي (بتاريخ يوليو 2007) هو التنقيح السادس للقوانين منذ نشرها لأول مرة عام 1933. فهي نتيجة أكثر من ثلاث سنواتٍ من العمل بواسطة لجنة الأي سي سي لتقنية وممارسة الأعمال المصرفية.
ما زالت اليو سي بّي أنجح مجموعة من القوانين الخاصة للتجارة على الإطلاق. ساهمت تشكيلة من المجموعاتٌ والأفراد في التنقيح الحالي ومنها: مجموعة يو سي بّي للصياغة، والتي خاضت خلال أكثر من 5000 تعليق فردي قبل الوصول إلى هذا النص النهائي مجموعة يو سي بّي الاستشارية، التي تتألف من أعضاءٍ من أكثر من 25 بلدًا، والتي عملت بمثابة هيئة استشارية، وأكثر من 400 عضوٍ للجنة الأي سي سي أيضًا لتقنية الأعمال المصرفية وممارستها، وقد قدَّم الأعضاء اقتراحاتٍ وثيقة الصلة بالموضوع حول تغيرات في النص، و130 لجنة وطنية للأي سي سي حول العالم، وكان لهم دور فعّال في تعزيز الملاحظات من أعضائهم.
خلال عملية التنقيح، لوحظ العمل الكبير الذي أُكمل في إنشاء الممارسات المصرفية الدولية القياسية لفحص المستندات بحسب الاعتمادات المستندية (آي أس بي بّي)، منشور أي سي سي 745. تطور هذا المنشور ليصبح رفيقًا ضروريًا لليو سي بّي في تحديد امتثال الوثائق مع شروط الاعتمادات المستندية. تتوقع مجموعة الصياغة ولجنة الأعمال المصرفية أن تطبيق المبادئ التي في الآي أس بي بّي، ومن ضمنها التنقيحات اللاحقة، سوف تستمر خلال الوقت الذي يصبح فيه يو سي بّي 600 ساري المفعول. في الوقت الذي يُطبق فيه يو سي بّي 600، سوف يكون هنالك نسخة محدثة من الآي أس بي بّي (التنقيح الأحدث هو لعام 2013)؛ لتجعل محتوياتها متناسقة مع جوهر وأسلوب القوانين الجديدة.
يجدر بالذكر أن اليو سي بّي 600 لا ينطبق بشكل تلقائي على الاعتماد إذا كان الاعتماد صامتًا بخصوص ما يتعلق بمجموعة القوانين التي يخضع لها. الاعتماد الصادر بواسطة سويفت إم تي 700 لا يخضع بعد الآن غيابيًا إلى لليو سي بّي الحالية؛ فيجب أن يكون محددًا في مجال 40 إي، المخصص لتحديد «القوانين القابلة للتطبيق».
حين يُصدَر الاعتماد الخاضع لليو سي بّي 600، فسوف يُفسر الاعتماد بموجب مجموعة الفقرات الـ39 بأكملها في اليو سي بّي 600. ومع ذلك، يمكن وضع باستثناءاتٍ للقوانين عن طريق التعديل أو الإقصاء السريعين. على سبيل المثال، قد يتفق أطراف الاعتماد على بقاء بقية الاعتماد فعالًا على الرغم من فشل المستفيد في تسليم دفعة. في حالة كهذه، على الاعتماد إبطال تأثير المادة 32 من يو سي بّي 600، مثل صياغة الاعتماد ليكون: «سوف يستمر الاعتماد بكونه متوفرًا للدفعات الباقية على الرغم من فشل المستفيد في تقديم وثائق مجموعة لدفعة بموجب جدول الدفعات». 

## إي يو سي بّي
أنشأت الإي يو سي بّي باعتبارها ملحقًا لليو سي بّي بسبب الإحساس في ذلك الوقت بأن المصارف والشركات معًا ومع صناعات التأمين والنقل كانت جاهزة لاستخدام التجارة الإلكترونية. الآمال التي أحاطت بإنشاء الإي يو سي بّي خذلت اليو سي بّي 600 وسيبقى ملحقًا وإن كان معدلًا بشكل طفيف لتعريف علاقته مع يو سي بّي 600.
أصبحت نسخة محدثة من الإي يو سي بّي سارية المفعول في 1 يوليو 2019.

## سي دي سي إس
شهادة متخصصي الاعتماد المستندية (سي دي سي إس) هي المؤهل الرئيس لمتخصصي الاعتماد المستندي. مُعترفٌ بها عالميًا على أنها معيار للكفاءة للممارسين الدوليين، فهي تُمكن متخصصي الاعتماد التوثيقي من تبيان المعرفة العملية وفهم المشاكل المعقدة المتعلقة بممارسات الاعتماد المستندي مثل:
- الاعتمادات المستندية: أنواعها، خصائصها واستعمالاتها، ومن ضمنها الاعتمادات الاحتياطية
- قوانين وشروط التجارة: ومن ضمنها أي إس بي بّي 745،[4] أي أس بّي 98، يو سي بّي 600،[5] يو آر آر 725 ومصطلحات غرفة التجارة الدولية 2010.[6]
- أنواع وطرائق الدفع / الاعتماد المستخدمة في تحويلات الاعتماد المستندي.

أنشأ معهد الخدمات المالية واتحاد أصحاب المصارف للتمويل والتجارة (آي أف أس أي سابقًا) السي دي سي أس، في شراكة مع غرفة التجارة الدولية (أي سي سي). فُحص المؤهل أول مرة عام 1999 وقد حقق نموًا سريعًا في فهم البرنامج حول العالم.
اختُبرت الشهادة في أكثر من 30 بلدًا كل سنة وهي تُدرَّس عن طريق التعلُّم عن بعد والدراسة دون معلم على مدى فترة أربعة أشهر. يتضمن تقييم السي دي سي أس امتحانًا من 70 سؤالًا (اختيار من متعدد) مدة ثلاث ساعات، وهو مصمم لاختبار المعرفة وتطبيقها في المواقف الحقيقية. وعند حصول الممارس على المؤهل، يكون له الحق في إضافة اللقب المهني «سي دي سي أس» بعد اسمهم مدة ثلاث سنوات.
بعد فترة الثلاث سنوات يتوجب على المهني البدء بعملية تجديد الشهادة إذ يكون عليه توفير أدلة للتطوير المهني المستمر للحفاظ على تخويله أو يجري الامتحان مرة أخرى.
يمكن إيجاد المنهج الدراسي ومواصفات المؤهل  في www.CDCSinternational.org.